# Kangaba
 (août 2022).
Si vous disposez d'ouvrages ou d'articles de référence ou si vous connaissez des sites web de qualité traitant du thème abordé ici, merci de compléter l'article en donnant les références utiles à sa vérifiabilité et en les liant à la section « Notes et références ».
Kangaba est une localité de Mali, chef-lieu de la commune rurale de Minidian, et chef-lieu du cercle de Kangaba dans la région de Koulikoro.
Ancienne cité fortifiée et ville royale, Kangaba (en langue malinké : Ka'ba) est située au cœur du Mandé, région historique du Mali, berceau de l’empire du Mali.

## Géographie
La localité de Kangaba est située à proximité de la rive gauche du Niger et sur la route nationale RN 26 (axe Bamako-Siguiri) à 95 km au sud-ouest de Bamako, elle est distante de 50 km de la frontière guinéenne.

## Histoire
Kangaba serait selon la tradition, fondée en 1050 par des membres d'une tribu mandingue, elle se constitue comme capitale d'un État vassal de l'Empire du Ghana. Jadis, connue sous le nom de Kâba, la région était une province centrale de l'Empire du Mali.
Le Roi de Kangaba avant l'arrivée des troupes coloniales françaises était Mambi Keïta, fils de Minamba Keïta, qui opposa une résistance farouche contre les troupes coloniales françaises dirigées par le Général, puis Maréchal de France, Gallieni Joseph.
Ce chef du clan des  Keïta-Kandasi, dont l'illustre ancêtre fut Tenemba Koman Keïta (ancêtre des Keïta Kandasi de Kangaba) fils de Benba Kanda Keïta, est descendant direct de la Dynastie Impériale du clan Royal de Soundjata Keïta. Les Keïta Kandasi, selon le professeur d'université M. Jan Jansen de Leiden, sont de la Lignée Royale gardiens de la case sacrée "Kamabulon".
Les différents autres clans Keïta répandus dans l'Afrique de l'Ouest ne sont pas forcement issus de la même lignée et descendraient d'autres frères du premier empereur du Mandé.
En 1883, vint de Kita la Capitaine Combes sous le commandement de Gallieni qui, après avoir détruit Kaba, partit vers Niagassola. Mambi et ses soldats qui avaient fui vers Balansan et Fié revinrent à Kaba. Le Capitaine Combes ayant appris leur retour revint et de Kiniégboué mit le feu avec des canons au village de Faraba, rive droite du Niger où Mambi s’était retiré. Il resta un an à Faraba qu’il fit reconstruire.
C’est là que l’interprète Samba Diawara vint le trouver de la part d’Arachinard et lui demande de se rendre à Kaba. Mambi se rendit donc à Kaba où il trouve Mr. Ponty, le sergent Carier et le Docteur Capitaine Colomb; il apportait tous ses fusils qu’il remit à Mr. Ponty.
Trois jours après Mambi avec une suite de 170 personnes et 10 fusils partait pour Kita et Kayes où le réjoignait sa famille dirigée par pirogues sur Bamako. Le village de Gounjion, à 4 kilomètres de Kayes que commandait auparavant le père de Modi Drame lui fut imposé comme résidence; le nombre des internés s’élevait environ I.000 personnes qui tous les mois touchaient leurs vivres. Mambi mourut en 1892, après 9 ans de séjour; sa famille resta encore à Gounjion jusqu’en 1896.
Ses nombreux fils s'installèrent à Kaba, Ségou et même Kayes.

### La case sacrée de Kangaba
La toiture de la case sacrée de Kangaba (appelée Kama Bolon), lieu de préservation des fétiches, est restaurée tous les sept ans. C'est l'occasion d'une grande cérémonie pendant laquelle les griots de la famille Diabaté de Kéla (le village voisin) récitent les mythes de la création et la généalogie des Keïta. Cette case sacrée a été construite en 1653.
Mercredi 16 mars 2011, le gouvernement a adopté en Conseil des ministres des projets de décret portant classement dans le patrimoine culturel national de la Réfection septennale du toit du « Kamabulon » case sacrée de Kangaba.

### La plaine de Kurukan
C'est à Kangaba que se trouve également la plaine de Kurukan (Kurukan Fuka) où a été proclamé en 1236 par Soundiata Keïta (1190-1255, empereur du Mali) la "charte de Kurukan Fuka", première déclaration universelle des droits de l'Homme marquant les bases de l'empire du Mali.